# アメリカン・アサシン
『アメリカン・アサシン』（American Assassin）は、2017年のアメリカ合衆国のアクション映画。監督はマイケル・クエスタ、主演はディラン・オブライエンが務めた。本作はヴィンス・フリンが2010年に上梓した『American Assassin』を原作としている。

## ストーリー
婚約者をテロで亡くしたミッチ・ラップはテロ組織に報復する為、独自で鍛錬して組織に独自潜入しようとしていた。ラップの存在を知ったCIAの副長官アイリーン・ケネディは、彼を特別行動センターにリクルートする。冷戦期に活躍したベテラン、スタン・ハーリーの指導の下、軍事要員としての訓練を受け、ラップとハーリーは無差別連続テロ事件の捜査に当たる事になる。2人は無差別に行われていると思われていたテロに実は何かの意図があるのではないかと疑い始め、ゴーストと呼ばれる傭兵の存在を突き止めた。ゴーストはハーリーの元部下で、核爆弾を強奪してイタリア沖に展開する第６艦隊を壊滅させようとしていた。核爆弾の爆発は未然に防がれるが、黒幕のイランのロミタス将軍は有力な次期大統領候補となった。核兵器を開発してアメリカを抹殺するという演説を終え、ロミタスはボディガードと共にエレベーターに乗るが背後には尾行してきたラップが乗っていた。

## キャスト
※括弧内は日本語吹替
- ミッチ・ラップ（英語版） - ディラン・オブライエン（森久保祥太郎）

無差別テロで恋人・カトリーナを殺害された青年。復讐心から鍛錬を重ね、一般人だが単独でテロ組織に潜入するまでの実力を持つようになった。その腕を買われ、CIAの工作員にリクルートされる。
- スタン・ハーリー - マイケル・キートン（手塚秀彰）

元ネイビーシールズの教官。現在はCIAで若手工作員を指導している。
- アイリーン・ケネディ - サナ・レイサン（きそひろこ）

CIAのテロ探索担当。ラップをCIAにリクルートした。
- アニカ - シーヴァ・ネガー

現地の工作員。
- ゴースト - テイラー・キッチュ（土田大）
- スタンスフィールド長官 - デヴィッド・スーシェ（野川雅史）
- ベフルーズ大臣 - ナヴィド・ネガーバン
- カトリーナ - シャルロット・ヴェガ

ミッチの恋人。
- ヴィクター - スコット・アドキンス

ハーリーの教え子。

## 製作

### プリ・プロダクション
2008年、CBSフィルムズはミッチ・ラップシリーズの映画化権を購入し、シリーズ第6作の『Consent to Kill』を劇場版第1作として映画化しようとした。ジョナサン・レムキンが脚色を担当し、アントワーン・フークアを監督に起用することも決まっていたが、CBSフィルムズが配給を担当した映画が次々と興行的に失敗したため、同社は経営戦略を見直さざるを得なくなった。そのため、『Consent to Kill』の映画化に遅延が生じた。なお、ミッチ・ラップを演じる俳優には、コリン・ファレル、マシュー・フォックス、ジェラルド・バトラーの名前が挙がっていた。2010年、ミッチ・ラップが暗殺者になるまでの経緯を描いた『American Assassin』が出版されたことを受けて、CBSフィルムズは同作を劇場版第1作として映画化することを決めた。その監督として、エドワード・ズウィックが起用されることとなった。
2012年2月12日、降板したエドワード・ズウィックの後任として、ジェフリー・ナックマノフが起用されることになったとの報道があった。本作の脚本はズウィックとマーシャル・ハースコビッツが共同で執筆したものだったが、10月までにマイケル・フィンチが修正稿を書き上げていたという。2016年3月、降板したナックマノフの代わりにマイケル・クエスタが監督として起用され、ステファン・シフが脚本のブラッシュアップのために雇われることになった。
なお、ヴィンス・フリン及びその遺産管理団体との契約上、本作の製作は2016年4月30日までに始めなければならなかった。

### キャスティング
2012年9月、スタン・ハーリー役にブルース・ウィリスの起用が検討されていると報じられた。10月10日、主演での出演交渉に際して、クリス・ヘムズワースに1000万ドルのギャラが提示されたとの報道があった。しかし、スケジュールの都合でヘムズワースとの出演交渉は不首尾に終わった。2016年3月9日、マイケル・キートンがスタン・ハーリー役に起用された。5月10日、ミッチ・ラップをディラン・オブライエンが演じることになったと報じられた。その際、オブライエンはラップの年齢を大学生と同じくらいに設定することを提案した。シリーズにおけるラップの成熟とオブライエンの成熟が重なるようにするためであった。
8月18日、テイラー・キッチュが本作で悪役を演じることになったという報道があった。9月7日、シヴァ・ネガーとサナ・レイサンの出演が決まったと報じられた。原作小説において、アイリーン・ケネディは白人という設定であったが、実際に同役を演じる事になったのはアフリカ系アメリカ人のレイサンであった。製作サイドはこのことに関して「レイサンは同役のオーディションを受けた数多くの女優たちより輝いていました。シリーズが進むにつれて、ケネディがCIAの幹部へと上り詰めていくように、レイサンもケネディを演じる中で成長していくのでしょう。」とコメントしている。

### 撮影
本作の主要撮影は2016年9月から12月にかけてロンドン、ローマ、プーケットで行われた。なお、バーミンガムとバレッタでも本作の撮影が行われた。

## マーケティング
2016年9月12日、ミッチ・ラップを演じるディラン・オブライエンの写真が公開された。11月2日、主要キャラクターの写真が公開された。なお、主要撮影の間、本作の公式Twitterアカウントは撮影中の写真を次々とツイートしていった。
2017年3月、映画館経営者向けのシネマコンで、ライオンズゲートは本作のファースト・トレイラーを公開した。4月、本作のファースト・ポスターとティーザー・トレイラーがネット上で公開された。6月20日、本作の完全版トレイラーが公開された。

## 興行収入
本作はダーレン・アロノフスキー監督の新作『マザー!』と同じ週に公開され、公開初週末に1200万ドルから1400万ドルを稼ぎ出すと予想されていた。その予想は的中した。2017年9月15日、本作は全米3154館で封切られ、公開初週末に1484万ドルを稼ぎ出し、週末興行収入ランキング初登場2位となった。

## 評価
本作に対する批評家の評価は芳しいものではない。映画批評集積サイトのRotten Tomatoesには148件のレビューがあり、批評家支持率は34%、平均点は10点満点で4.7点となっている。サイト側による批評家の見解の要約は「『アメリカン・アサシン』はごく一部の観客には受けるだろうが、登場人物に生命を吹き込めるだけのスタイルとウィットがない。良作も多いスパイスリラーのジャンルは汗牛充棟だが、同作はその中で埋もれてしまった。」となっている。また、Metacriticには30件のレビューがあり、加重平均値は45/100となっている。なお、本作のCinemaScoreはB+となっている。